# Selektyny
Selektyny – rodzina białek, które biorą zasadniczy udział w reakcji zapalnej i wykazują charakterystyczny wspólny plan budowy. Białka te występują na powierzchni leukocytów oraz aktywowanych komórek śródbłonka. Rodzina selektyn składa się z trzech blisko spokrewnionych cząsteczek na powierzchni komórki o zróżnicowanej ekspresji przez leukocyty (selektyna L), płytki krwi (selektyna P) i śródbłonek naczyniowy (selektyna E i P). Wiele badań wskazuje, że selektyny pośredniczą w toczeniu neutrofili, monocytów i limfocytów wzdłuż ściany żyły.

## Budowa selektyn
Wszystkie selektyny są zbudowane w podobny sposób. W błonie komórkowej są one umieszczone tak, jak większość białek błonowych, tzn. końcem N na zewnątrz. W skład każdej cząsteczki wchodzą następujące domeny, licząc od końca N:
- domena lektynowa, homologiczna z lektynami zależnymi od wapnia
- domena EGF-podobna, wykazująca podobieństwo do czynnika wzrostu naskórka (ang. epidermal growth factor, EGF)
- domeny homologiczne z białkami regulującymi dopełniacz (CR), które występują w zmiennej liczbie (2–9), zależnie od selektyny
- fragment transmembranowy, przechodzący przez błonę komórkową i kotwiczący w niej całą cząsteczkę
- fragment wewnątrzkomórkowy, stosunkowo krótki

## Rodzaje selektyn
Rodzina glikoprotein powierzchniowych komórek, „selektyny”, ma charakterystyczną zdolność do wykorzystywania niektórych z tych struktur węglowodanowych w mechanizmach adhezyjnych, które pomagają zlokalizować leukocyty w obszarach zapalenia. Na pierwszy rzut oka selektyny najłatwiej jest rozróżnić na podstawie ilości domen CR. Jest to jednak zbyt duże uproszczenie, różnice występują bowiem także w przypadku pozostałych domen.
Generalnie wyróżnia się trzy rodzaje selektyn: selektynę L (CD62L), selektynę P (CD62P) oraz selektynę E (CD62E).

### Selektyna L (CD62L)
Selektyna L (leukocytarna) zawiera jedynie dwie domeny CR, jest zatem najmniejszą z cząsteczek tego typu. Jej masa cząsteczkowa jest oceniana na 74–100 kDa. Zgodnie z nomenklaturą CD nadano jej symbol CD62L, ale znane są też inne synonimy tej cząsteczki: LECAM-1, LAM-1, antygen Mel-14, antygen Leu-8\TQ-1 oraz gp90mel. Białko to występuje konstytutywnie na powierzchni monocytów, granulocytów oraz wielu limfocytów.
Pośredniczy w kontaktach komórkowych między limfocytami a komórkami śródbłonka w węzłach chłonnych. Bierze udział w rolowaniu limfocytów wzdłuż powierzchni komórek. Selektyna L występuje głównie na powierzchni żyłek z wysokim śródbłonkiem, charakterystycznych dla unaczynienia węzłów chłonnych, dlatego też pełni ważną rolę w rekrutacji limfocytów do tych narządów. Wykazano także jej istotną rolę w ściąganiu neutrofilów do ogniska zapalnego. Podczas zapalenia selektyna L współdziała z selektyną P, dlatego też brak jednej z nich nie wpływa znacząco na proces toczenia się. Brak zarówno selektyny P, jak i selektyny L powoduje jednak, że toczenie się nie zachodzi w ogóle.

### Selektyna P (CD62P)
Selektyna P (płytkowa), jako zawierająca aż 9 domen CR, jest największą z selektyn, o masie 140 kDa. W obrębie nomenklatury CD nosi nazwę CD62P, zaś inne, starsze nazwy to GMP-140 i PADGEM. Białko to występuje w ziarnistościach alfa płytek krwi oraz w ciałkach Weibela-Pallade'a komórek śródbłonka. Dzięki temu już w kilka sekund po stymulacji komórki dochodzi do pojawienia się CD62P na jej powierzchni, nie potrzeba bowiem więcej czasu na wyprodukowanie tego białka. Przesunięcie selektyny P z ziarnistości do błony komórkowej następuje po pobudzeniu, między innymi, trombiną, histaminą lub forbolem, natomiast cytokiny prozapalne, na przykład interleukina 1, mogą indukować także jej ekspresję. Trombina jest jednym wyzwalaczem, który może stymulować uwalnianie selektyny P przez komórki śródbłonka, a ostatnie badania sugerują dodatkowy, niezależny od Ca2+ szlak zaangażowany w uwalnianie selektyny P.
Selektyna P odgrywa zasadniczą rolę w początkowej rekrutacji leukocytów (białych krwinek) do miejsca uszkodzenia podczas zapalenia. Rola, którą odgrywa CD62L, polega głównie na udziale we wczesnych etapach toczenia się. Wykazano, że selektyna P jest zdolna do samodzielnego zapoczątkowania toczenia się leukocytów podczas zapalenia i może kompensować brak selektyny E. Jednocześnie, selektyna E może z dużym powodzeniem zastępować selektynę P.

### Selektyna E (CD62E)
Selektyna E ma pośrednią masę cząsteczkową, co jest wynikiem występowania 6 domen CR. Występuje głównie na aktywowanym przez cytokiny prozapalne śródbłonku.
Podstawową funkcją pełnioną przez selektynę E jest przejście leukocytów z etapu toczenia się do ścisłej adhezji po aktywacji komórki. Dzieje się tak, gdyż selektyna E może spowalniać ruch komórek toczących się po śródbłonku. Gdy prędkość tego ruchu jest zbyt duża, komórka mimo aktywacji może w ogóle nie mieć szans na zmianę kształtu i przylgnięcie do śródbłonka, nim dojdzie do miejsca żyłki, w którym zanikają selektyny, integryny i chemokiny. Brak zarówno genu dla selektyny P, jak i selektyny E, doprowadza do sytuacji charakteryzującej się całkowitym brakiem napływu leukocytów do płynu mózgowo-rdzeniowego, zwiększoną produkcją leukocytów, całkowitym brakiem toczenia się.

## Ligandy dla selektyn
Selektyny wiążą się z różnymi, pod względem chemicznym, odmianami białek, jednak najczęściej spotykane są wśród nich mucyny. Są to białka z cukrami przyłączonymi za pomocą wiązania O-glikozydowego.
Znane są trzy ligandy dla selektyny L:
- MAdCAM-1, cząsteczka występująca głównie na powierzchni śródbłonka naczyń błon śluzowych.
- GlyCAM-1, występująca na śródbłonku naczyń narządów limfatycznych
- CD34, jw.

Głównym ligandami dla selektyny P są:
- PSGL-1, występuje na powierzchni leukocytów, które ściśle przylegają do śródbłonka podczas zapalenia. Dzięki niej może tworzyć się kilka warstw leukocytów na śródbłonku
- CD24

Istnieje prawdopodobnie więcej ligandów dla CD62P, ale nie są one dokładniej scharakteryzowane.
Ligandy dla selektyny E to dwa białka:
- PSGL-1
- ESL-1, występująca na powierzchni limfocytów podczas zapalenia przewlekłego i limfocytów zasiedlających skórę

Ligandy dla selektyny E są bardzo słabo poznane.